# Eddie
Eddie er en fiktiv karakter i tv-serien The Simpsons. Han er politibetjent og arbejder tæt sammen med Lou og deres chef Clancy Wiggum. 
Hverken Eddie eller Lou har nogen efternavne, de siger i en episode at de ikke har efternavne, ligesom Cher. 
Hans stemme er indtalt af Harry Shearer.